# A-Live

Baglioni alla fine del trionfale concerto allo stadio olimpico del 1998

A-Live è un'antologia live di Claudio Baglioni pubblicato nel 1998. 
L'album, composto da tre CD, raccoglie diverse esibizioni live del cantautore. I primi due CD contengono live del cantautore registrate tra il 1982 e il 1996, mentre il terzo CD contiene tredici brani tratti dai concerti-evento negli stadi dell'estate 1998 del tour Da me a te, oltre all'inedito Arrivederci o addio.

## Tracce

Il palco allestito all'Olimpico di Roma per il concerto del 6 giugno 1998

### CD 1 (1982-1986)
1982, Alé-Oó
1. Signora Lia
2. E tu come stai?
3. Io me ne andrei
4. Con tutto l'amore che posso
5. Ninna nanna nanna ninna
6. Un po' di più
7. Medley: Ragazza di campagna - W l'Inghilterra - Chissà se mi pensi - Giorni di neve - Con te - Porta Portese
8. Strada facendo

1986, Assolo
1. Amori in corso
2. Uomini persi
3. Le ragazze dell'Est
4. I vecchi
5. Tutto il calcio minuto per minuto
6. Amore bello
7. E tu

### CD 2 (1992-1996)
1992, Assieme e ancorAssieme
1. E adesso la pubblicità
2. Naso di falco
3. Io dal mare
4. Un nuovo giorno o un giorno nuovo
5. Fotografie
6. Vivi
7. Noi no

1996, Attori e Spettatori
1. Io sono qui
2. Le vie dei colori
3. Quante volte
4. Fammi andar via
5. Quanto ti voglio
6. Bolero
7. Questo piccolo grande amore

### CD 3 (1998)
1998, Da me a te concerti evento negli stadi
1. Da me a te
2. Acqua dalla luna
3. Dagli il via
4. Avrai
5. Domani mai
6. Gagarin
7. Tamburi lontani
8. Notte di note, note di notte
9. Poster
10. La vita è adesso
11. Medley: Solo - Sabato pomeriggio
12. Mille giorni di te e di me
13. Via
14. Arrivederci o addio (inedito)

## Crediti

### CD 1
1982, Alé-Oó
- Claudio Baglioni - voce, pianoforte e chitarra
- Walter Savelli - pianoforte e tastiere
- Luciano Ciccaglioni - chitarra acustica ed elettrica
- Massimo Guantini - tastiera
- Piero Montanari - basso
- Massimo Buzzi - batteria
- Massimo Di Vecchio - tastiera e chitarra acustica
- Wilfred Copello - percussioni

1986, Assolo
- Claudio Baglioni - voce, pianoforte, tastiera, piano elettrico, chitarra acustica ed elettrica, percussioni, sintetizzatori MIDI

### CD 2
1992, Assieme e AncorAssieme
- Claudio Baglioni - voce, pianoforte, chitarra
- Walter Savelli - pianoforte e tastiere
- Paolo Gianolio - chitarra
- Tony Levin - contrabbasso e basso (in Assieme)
- John Giblin - contrabbasso e basso (in AncorAssieme)
- Gavin Harrison - batteria e percussioni
- Susanna Parigi, Antonella Pepe - cori
- Solis String Quartet - strumenti ad arco

1996, Attori e spettatori
- Claudio Baglioni - voce, pianoforte e chitarra
- Paolo Gianolio, Danilo Minotti - chitarre e cori
- Paolo Costa - basso e cori
- Gavin Harrison, Elio Rivagli - batteria e percussioni
- Walter Savelli, Danilo Rea - pianoforte, tastiere e cori
- Stefano Simonazzi - tastiere e computer
- Marco Rinalduzzi - chitarre
- Marco Siniscalco - basso

### CD 3
1998, Da me a te
- Claudio Baglioni - voce, pianoforte e chitarra
- Paolo Gianolio - chitarre
- Davide Romani - basso
- Danilo Rea, Walter Savelli - pianoforte e tastiere
- Gavin Harrison, Elio Rivagli - batteria e percussioni

## Classifiche

### Classifiche settimanali
| Classifica (1998) | Posizione massima |
| ----------------- | ----------------- |
| Europa            | 57                |
| Italia            | 5                 |

### Classifiche di fine anno
| Classifica (1998) | Posizione |
| ----------------- | --------- |
| Italia            | 94        |